# NGC 2747
NGC 2747 је спирална галаксија у сазвежђу Рак која се налази на NGC листи објеката дубоког неба.
Деклинација објекта је + 18° 26' 34" а ректасцензија 9h 5m 18,3s. Привидна величина (магнитуда) објекта NGC 2747 износи 14,5 а фотографска магнитуда 15,3. NGC 2747 је још познат и под ознакама CGCG 90-70, NPM1G +18.0220, PGC 25507.